# Love Yourself World Tour
BTS World Tour: Love Yourself, thường được gọi là Love Yourself World Tour, là chuyến lưu diễn thế giới thứ ba của nhóm nhạc Hàn Quốc BTS nhằm quảng bá cho chuỗi Love Yourself, bao gồm mini album Love Yourself: Her, album phòng thu Love Yourself: Tear và album tổng hợp Love Yourself: Answer. Chuyến lưu diễn bắt đầu vào ngày 25 tháng 8 năm 2018 tại Hàn Quốc. Phần mở rộng của chuyến lưu diễn mang tên BTS World Tour Love Yourself: Speak Yourself, được bổ sung vào ngày 9 tháng 2 năm 2019 và bắt đầu tại Pasadena, California vào ngày 4 tháng 5 năm 2019. Chuyến lưu diễn kết thúc vào ngày 29 tháng 10 năm 2019, bao gồm 62 buổi diễn ở 14 quốc gia. Love Yourself World Tour được xếp ở vị trí số 3 trên bảng xếp hạng top 40 chuyến lưu diễn cuối năm 2019 của Billboard trên toàn cầu với tổng doanh thu toàn cầu là 196,4 triệu USD từ 42 buổi diễn cuối cùng của chuyến lưu diễn. Tổng cộng, chuyến lưu diễn thu hút hơn 2.019.800 khán giả, trở thành chuyến lưu diễn thành công nhất của BTS cho đến nay và là chuyến lưu diễn có doanh thu cao nhất bởi một nghệ sĩ biểu diễn chủ yếu bằng ngôn ngữ không phải tiếng Anh, theo báo cáo của Billboard.

## Bối cảnh
Ngày 26 tháng 4 năm 2018, Big Hit Entertainment phát hành một đoạn giới thiệu trên kênh YouTube chính thức của họ về chuyến lưu diễn thế giới sắp tới. Video đã tiết lộ lịch trình ban đầu của 22 buổi diễn tại 11 thành phố trên toàn cầu. Sau khi thông báo, nhiều hashtag đã trở thành xu hướng toàn cầu trên Twitter, bao gồm cả hashtag cùng tên của chuyến lưu diễn — #LOVE_YOURSELF.

## Đón nhận

### Thương mại
Tháng 5 năm 2018, sau khi đợt mở bán vé đầu tiên ở Bắc Mỹ được bán hết chỉ trong vài giây, buổi diễn thứ tư tại Trung tâm Staples của Los Angeles được bổ sung vào chuyến lưu diễn do lượng yêu cầu cao của người hâm mộ. Vé xem cho các buổi diễn ở Hamilton được bán hết chỉ trong hơn 1 giờ với nhà tổ chức buổi diễn tại Ontario là Core Entertainment tiết lộ rằng họ sẽ bán hết vé nhanh hơn nếu không có sự trì trệ trên hệ thống bán vé trực tuyến của Ticketmaster do lưu lượng người dùng quá tải. Tất cả 14 buổi diễn tại Bắc Mỹ đều cháy vé, dẫn đến việc bổ sung thêm 1 buổi diễn thứ mười lăm cũng như cuối cùng trong chặng Bắc Mỹ tại sân vận động Citi Field của New York. Buổi hòa nhạc bán hết vé trong vòng chưa đầy 10 phút, khiến BTS trở thành nghệ sĩ Hàn Quốc đầu tiên tổ chức buổi hòa nhạc tại sân vận động ở Hoa Kỳ. Các buổi diễn tại đấu trường ở Luân Đôn, Amsterdam, Berlin và Paris đánh dấu các buổi diễn đầu tiên và lớn nhất của nhóm tại châu Âu vào thời điểm đó, đồng thời đạt được thành công về mặt thương mại với các buổi diễn ở Luân Đôn bán cháy vé trong 2 phút và các buổi diễn ở Berlin bán cháy vé trong 9 phút. Sau đợt mở bán vé chung thứ hai cho buổi diễn tại sân vận động Olympic ở Seoul vào tháng 8, tất cả 90.000 vé có sẵn đã được bán hết. Ước tính bán được tổng cộng 790.000 vé từ 33 buổi diễn bán cháy vé tại 16 thành phố, BTS cũng bổ sung thêm 8 buổi diễn ở châu Á trong khi lưu diễn tại chặng châu Âu của chuyến lưu diễn. Nhóm còn là nghệ sĩ K-pop đầu tiên tổ chức buổi hòa nhạc tại sân vận động quốc gia Singapore và bán cháy vé trong vòng chưa đầy 4 giờ.
Theo trang web bán vé StubHub, BTS là một trong những nghệ sĩ trực tiếp bán chạy nhất năm 2018 tại các thị trường quốc tế ngoài Hoa Kỳ chỉ sau Ed Sheeran. Variety gọi BTS là một trong những nghệ sĩ lưu diễn hàng đầu của mùa Thu năm 2018 tại Hoa Kỳ, được xếp trong danh sách Nghệ thuật bán chạy nhất và Buổi hòa nhạc bán chạy nhất của StubHub với "doanh thu trung bình cao nhất trên mỗi địa điểm tổ chức buổi hòa nhạc". Theo Yahoo! Finance, nhóm là nghệ sĩ biểu diễn bán chạy nhất và có buổi hòa nhạc bán chạy nhất ở Canada cho mùa Thu năm 2018. Tại Nhật Bản, BTS được xếp ở vị trí số 19 cho nghệ sĩ lưu diễn bán chạy nhất trên bảng xếp hạng huy động vốn hòa nhạc năm 2018 của Nikkei Entertainment.

## Danh sách tiết mục
BTS biểu diễn tổng cộng 3 danh sách tiết mục cho các hòa nhạc của nhóm, bao gồm các bài hát tương tự ngoại trừ phần hòa tấu cho các bài hát chủ đề (#12 đến #16).
| 1. "Idol" 2. "Save Me" 3. "I'm Fine" 4. "Magic Shop" 5. "Trivia 起: Just Dance" 6. "Euphoria" 7. "I Need U" 8. "Run" 9. "Serendipity" 10. "Trivia 承: Love" 11. "DNA" 12. "21st Century Girl"[a] / "Boyz with Fun"[b]/ "Dope"[c] 13. "Go Go"[a][c] / "Attack on Bangtan"[b] 14. "Blood Sweat & Tears"[a][c] / "Fire"[b] 15. "Boy in Luv"[a][c] / "Silver Spoon"[b] 16. "Danger"[a] / "Dope"[b]/ "Fire"[c] 17. "Airplane Pt. 2" 18. "Singularity" 19. "Fake Love" 20. "Trivia 轉: Seesaw" 21. "Epiphany" 22. "The Truth Untold" 23. "Outro: Tear" 24. "Mic Drop" Encore 1. "So What" 2. "Anpanman" 3. "Answer: Love Myself" | Ghi chú - ^[a] biểu thị cho danh sách biểu diễn 1. - ^[b] biểu thị cho danh sách biểu diễn 2. - ^[c] biểu thị cho danh sách biểu diễn 3. |

## Lịch trình
| Ngày              | Thành phố          | Quốc gia         | Địa điểm                                | Người tham dự                 | Doanh thu        |
| Chặng 1 – Châu Á  | Chặng 1 – Châu Á   | Chặng 1 – Châu Á | Chặng 1 – Châu Á                        | Chặng 1 – Châu Á              | Chặng 1 – Châu Á |
| ----------------- | ------------------ | ---------------- | --------------------------------------- | ----------------------------- | ---------------- |
| 25 tháng 8, 2018  | Seoul              | Hàn Quốc         | Sân vận động Olympic Seoul              | 85,366 / 85,366               | $8,524,155       |
| 26 tháng 8, 2018  | Seoul              | Hàn Quốc         | Sân vận động Olympic Seoul              | 85,366 / 85,366               | $8,524,155       |
| Chặng 2 – Bắc Mỹ  |                    |                  |                                         |                               |                  |
| 5 tháng 9, 2018   | Los Angeles        | Hoa Kỳ           | Trung tâm Staples                       | 56,220 / 56,220               | $8,847,240       |
| 6 tháng 9, 2018   | Los Angeles        | Hoa Kỳ           | Trung tâm Staples                       | 56,220 / 56,220               | $8,847,240       |
| 8 tháng 9, 2018   | Los Angeles        | Hoa Kỳ           | Trung tâm Staples                       | 56,220 / 56,220               | $8,847,240       |
| 9 tháng 9, 2018   | Los Angeles        | Hoa Kỳ           | Trung tâm Staples                       | 56,220 / 56,220               | $8,847,240       |
| 12 tháng 9, 2018  | Oakland            | Hoa Kỳ           | Oracle Arena                            | 10,743 / 10,743               | $1,737,750       |
| 15 tháng 9, 2018  | Fort Worth         | Hoa Kỳ           | Trung tâm Hội nghị Fort Worth           | 17,452 / 17,452               | $2,908,880       |
| 16 tháng 9, 2018  | Fort Worth         | Hoa Kỳ           | Trung tâm Hội nghị Fort Worth           | 17,452 / 17,452               | $2,908,880       |
| 20 tháng 9, 2018  | Hamilton           | Canada           | Trung tâm FirstOntario                  | 35,574 / 35,574               | $4,957,155       |
| 22 tháng 9, 2018  | Hamilton           | Canada           | Trung tâm FirstOntario                  | 35,574 / 35,574               | $4,957,155       |
| 23 tháng 9, 2018  | Hamilton           | Canada           | Trung tâm FirstOntario                  | 35,574 / 35,574               | $4,957,155       |
| 28 tháng 9, 2018  | Newark             | Hoa Kỳ           | Trung tâm Prudential                    | 25,236 / 25,236               | $4,213,120       |
| 29 tháng 9, 2018  | Newark             | Hoa Kỳ           | Trung tâm Prudential                    | 25,236 / 25,236               | $4,213,120       |
| 2 tháng 10, 2018  | Chicago            | Hoa Kỳ           | Trung tâm United                        | 27,880 / 27,880               | $4,264,960       |
| 3 thàn 10, 2018   | Chicago            | Hoa Kỳ           | Trung tâm United                        | 27,880 / 27,880               | $4,264,960       |
| 6 tháng 10, 2018  | Thành phố New York | Hoa Kỳ           | Citi Field                              | 34,327 / 34,327               | $4,754,168       |
| Chặng 3 – Châu Âu |                    |                  |                                         |                               |                  |
| 9 tháng 10, 2018  | Luân Đôn           | Anh              | The O2 Arena                            | 31.475 / 32.278               | $4,943,140       |
| 10 tháng 10, 2018 | Luân Đôn           | Anh              | The O2 Arena                            | 31.475 / 32.278               | $4,943,140       |
| 13 tháng 10, 2018 | Amsterdam          | Hà Lan           | Ziggo Dome                              | 13.893 / 13.893               | $2,250,970       |
| 16 tháng 10, 2018 | Berlin             | Đức              | Mercedes-Benz Arena                     | 24,384 / 24,384               | $4,305,329       |
| 17 tháng 10, 2018 | Berlin             | Đức              | Mercedes-Benz Arena                     | 24,384 / 24,384               | $4,305,329       |
| 19 tháng 10, 2018 | Paris              | Pháp             | AccorHotels Arena                       | 28.149 / 28.149               | $4,579,172       |
| 20 tháng 10, 2018 | Paris              | Pháp             | AccorHotels Arena                       | 28.149 / 28.149               | $4,579,172       |
| Chặng 4 – Châu Á  |                    |                  |                                         |                               |                  |
| 13 tháng 11, 2018 | Tokyo              | Nhật Bản         | Tokyo Dome                              | 95,939 / 95,939               | $9,276,590       |
| 14 tháng 11, 2018 | Tokyo              | Nhật Bản         | Tokyo Dome                              | 95,939 / 95,939               | $9,276,590       |
| 21 tháng 11, 2018 | Osaka              | Nhật Bản         | Kyocera Dome Osaka                      | 109,679 / 109,679             | $10,601,063      |
| 23 tháng 11, 2018 | Osaka              | Nhật Bản         | Kyocera Dome Osaka                      | 109,679 / 109,679             | $10,601,063      |
| 24 tháng 11, 2018 | Osaka              | Nhật Bản         | Kyocera Dome Osaka                      | 109,679 / 109,679             | $10,601,063      |
| 8 tháng 12, 2018  | Đào Viên           | Đài Loan         | Sân vận động bóng chày quốc tế Đào Viên | 50,144 / 50,144               | $8,712,748       |
| 9 tháng 12, 2018  | Đào Viên           | Đài Loan         | Sân vận động bóng chày quốc tế Đào Viên | 50,144 / 50,144               | $8,712,748       |
| 12 tháng 1, 2019  | Nagoya             | Nhật Bản         | Nagoya Dome                             | 79,621 / 79,621               | $7,692,562       |
| 13 tháng 1, 2019  | Nagoya             | Nhật Bản         | Nagoya Dome                             | 79,621 / 79,621               | $7,692,562       |
| 19 tháng 1, 2019  | Singapore          | Singapore        | Sân vận động Quốc gia Singapore         | 39,946 / 39,946               | $7,061,854       |
| 16 tháng 2, 2019  | Fukuoka            | Nhật Bản         | Fukuoka Yahuoku! Dome                   | 72,801 / 72,801               | $7,035,557       |
| 17 tháng 2, 2019  | Fukuoka            | Nhật Bản         | Fukuoka Yahuoku! Dome                   | 72,801 / 72,801               | $7,035,557       |
| 20 tháng 3, 2019  | Hồng Kông          | Hồng Kông        | AsiaWorld–Expo                          | 46,630 / 46,630               | $9,025,860       |
| 21 tháng 3, 2019  | Hồng Kông          | Hồng Kông        | AsiaWorld–Expo                          | 46,630 / 46,630               | $9,025,860       |
| 23 tháng 3, 2019  | Hồng Kông          | Hồng Kông        | AsiaWorld–Expo                          | 46,630 / 46,630               | $9,025,860       |
| 24 tháng 3, 2019  | Hồng Kông          | Hồng Kông        | AsiaWorld–Expo                          | 46,630 / 46,630               | $9,025,860       |
| 6 tháng 4, 2019   | Băng Cốc           | Thái Lan         | Sân vận động Quốc gia Rajamangala       | 68,900 / 77,633               | $15,070,360      |
| 7 tháng 4, 2019   | Băng Cốc           | Thái Lan         | Sân vận động Quốc gia Rajamangala       | 68,900 / 77,633               | $15,070,360      |
| Tổng cộng         | Tổng cộng          | Tổng cộng        | Tổng cộng                               | 1.043.517 / 1.044.320 (99,9%) | 71.773.660 USD   |

## Mở rộng Speak Yourself

### Bối cảnh
BTS World Tour Love Yourself: Speak Yourself là phần mở rộng của chuyến lưu diễn Love Yourself World Tour, được tách ra dưới một cái tên khác. Việc mở rộng bắt đầu vào ngày 4 tháng 5 năm 2019 tại Pasadena, California và có các buổi diễn ở Bắc Mỹ và Nam Mỹ, châu Âu và châu Á, bao gồm Hoa Kỳ, Brazil, Vương quốc Anh, Pháp và Nhật Bản.
Speak Yourself được công bố lần đầu tiên vào ngày 19 tháng 2 năm 2019 thông qua kênh YouTube của Big Hit Entertainment, nơi đăng tải địa điểm cho phần mở rộng. Cùng ngày, Live Nation được tiết lộ là đơn vị quảng bá buổi hòa nhạc, với vé xem được mở bán thông qua Ticketmaster.

### Danh sách tiết mục
BTS đã biểu diễn danh sách tiết mục này cho tất cả các buổi hòa nhạc của nhóm trong chuyến lưu diễn mở rộng.
1. "Dionysus"
2. "Not Today"
3. "Outro: Wings"
4. "Trivia: Just Dance"
5. "Euphoria"
6. "Best of Me"
7. "Serendipity"
8. "Trivia: Love"
9. "Boy with Luv"
10. "Dope"
11. "Silver Spoon"
12. "Fire"
13. "Idol"
14. "Singularity"
15. "Fake Love" (Rocking Vibe Remix)
16. "Trivia: Seesaw"
17. "Epiphany"
18. "The Truth Untold"
19. "Outro: Tear"
20. "Mic Drop"

Encore
1. "Anpanman"
2. "So What"
3. "Make It Right"
4. "Mikrokosmos"

Ghi chú
- Trong các buổi diễn cuối cùng ở Seoul, "Idol" được biểu diễn trước phần encore và "Run" đã được biểu diễn ở vị trí ban đầu của nó.

### Lịch trình
| Ngày              | Thành phố       | Quốc gia    | Địa điểm                          | Người tham dự              | Doanh thu       |
| Bắc Mỹ            | Bắc Mỹ          | Bắc Mỹ      | Bắc Mỹ                            | Bắc Mỹ                     | Bắc Mỹ          |
| ----------------- | --------------- | ----------- | --------------------------------- | -------------------------- | --------------- |
| 4 tháng 5, 2019   | Pasadena        | Hoa Kỳ      | Rose Bowl                         | 113.040 / 113.040          | 16.557.515 USD  |
| 5 tháng 5, 2019   | Pasadena        | Hoa Kỳ      | Rose Bowl                         | 113.040 / 113.040          | 16.557.515 USD  |
| 11 tháng 5, 2019  | Chicago         | Hoa Kỳ      | Soldier Field                     | 88.156 / 88.156            | 13.345.795 USD  |
| 12 tháng 5, 2019  | Chicago         | Hoa Kỳ      | Soldier Field                     | 88.156 / 88.156            | 13.345.795 USD  |
| 18 tháng 5, 2019  | East Rutherford | Hoa Kỳ      | Sân vận động MetLife              | 98.574 / 98.574            | 14.050.410 USD  |
| 19 tháng 5, 2019  | East Rutherford | Hoa Kỳ      | Sân vận động MetLife              | 98.574 / 98.574            | 14.050.410 USD  |
| Nam Mỹ            |                 |             |                                   |                            |                 |
| 25 tháng 5, 2019  | São Paulo       | Brazil      | Allianz Parque                    | 84.728 / 84.728            | 7.712.318 USD   |
| 26 tháng 5, 2019  | São Paulo       | Brazil      | Allianz Parque                    | 84.728 / 84.728            | 7.712.318 USD   |
| Châu Âu           |                 |             |                                   |                            |                 |
| 1 tháng 6, 2019   | Luân Đôn        | Anh         | Sân vận động Wembley              | 114.583 / 114.583          | 13.545.702 USD  |
| 2 tháng 6, 2019   | Luân Đôn        | Anh         | Sân vận động Wembley              | 114.583 / 114.583          | 13.545.702 USD  |
| 7 tháng 6, 2019   | Saint-Denis     | Pháp        | Stade de France                   | 107.328 / 107.328          | 13.728.598 USD  |
| 8 tháng 6, 2019   | Saint-Denis     | Pháp        | Stade de France                   | 107.328 / 107.328          | 13.728.598 USD  |
| Châu Á            |                 |             |                                   |                            |                 |
| 6 thàn 7, 2019    | Osaka           | Nhật Bản    | Sân vận động Yanmar Nagai         | 101.554 / 101.554          | 9.832.610 USD   |
| 7 tháng 7, 2019   | Osaka           | Nhật Bản    | Sân vận động Yanmar Nagai         | 101.554 / 101.554          | 9.832.610 USD   |
| 13 tháng 7, 2019  | Shizuoka        | Nhật Bản    | Sân vận động Shizuoka             | 107.153 / 107.153          | 10.486.317 USD  |
| 14 tháng 7, 2019  | Shizuoka        | Nhật Bản    | Sân vận động Shizuoka             | 107.153 / 107.153          | 10.486.317 USD  |
| 11 tháng 10, 2019 | Riyadh          | Ả Rập Xê Út | Sân vận động Quốc tế Nhà vua Fahd | 31.899 / 37.141            | 4.381.560 USD   |
| 26 tháng 10, 2019 | Seoul           | Hàn Quốc    | Sân vận động Olympic Seoul        | 129.268 / 129.268          | 12.109.026 USD  |
| 27 tháng 10, 2019 | Seoul           | Hàn Quốc    | Sân vận động Olympic Seoul        | 129.268 / 129.268          | 12.109.026 USD  |
| 29 tháng 10, 2019 | Seoul           | Hàn Quốc    | Sân vận động Olympic Seoul        | 129.268 / 129.268          | 12.109.026 USD  |
| Tổng cộng         | Tổng cộng       | Tổng cộng   | Tổng cộng                         | 976.283 / 981.525 (99,47%) | 115.749.851 USD |

## Phát sóng
| Ngày phát sóng    | Quốc gia | Kênh | Tên chương trình                                                          | Ngày ghi hình     | Địa điểm ghi hình                         | Nguồn  |
| ----------------- | -------- | ---- | ------------------------------------------------------------------------- | ----------------- | ----------------------------------------- | ------ |
| 5 tháng 7, 2019   | Nhật Bản | TBS1 | BTS Dome Concert Performance Pre-program: 2018.11 Close-up Documentary    | tháng 11, 2018    | Địa điểm khác nhau ở Hàn Quốc và Nhật Bản | [ 32 ] |
| 15 tháng 7, 2019  | Nhật Bản | TBS1 | BTS World Tour: Love Yourself ~Japan Edition~                             | 14 tháng 11, 2018 | Tokyo Dome                                | [ 33 ] |
| 20 tháng 7, 2019  | Hàn Quốc | JTBC | BTS World Tour: Love Yourself in Seoul                                    | 26 tháng 8, 2018  | Sân vận động Olympic Seoul                | [ 34 ] |
| 3 tháng 8, 2019   | Nhật Bản | TBS1 | BTS World Tour: Love Yourself ~Japan Edition~                             | 17 tháng 2, 2019  | Fukuoka Yahuoku! Dome                     | [ 33 ] |
| 7 tháng 9, 2019   | Nhật Bản | TBS1 | BTS World Tour: Love Yourself In New York                                 | 6 tháng 10, 2018  | Citi Field                                | [ 33 ] |
| 5 tháng 10, 2019  | Nhật Bản | TBS1 | BTS World Tour: Love Yourself in Seoul                                    | 26 tháng 8, 2018  | Sân vận động Olympic Seoul                | [ 33 ] |
| 10 tháng 11, 2019 | Nhật Bản | TBS1 | BTS Stadium Concert Performance Pre-program: 2019.07 Close-up Documentary | tháng 7, 2019     | Địa điểm khác nhau ở Hàn Quốc và Nhật Bản | [ 35 ] |
| 7 tháng 12, 2019  | Nhật Bản | TBS1 | BTS World Tour "Love Yourself: Speak Yourself" ~Japan Edition~            | 7 tháng 7, 2019   | Yanmar Stadium Nagai                      | [ 36 ] |
| 27 tháng 6, 2020  | Nhật Bản | TBS1 | BTS World Tour: Love Yourself in London                                   | 10 tháng 10, 2018 | O2 Arena                                  | [ 37 ] |
| 25 tháng 7, 2020  | Nhật Bản | TBS1 | BTS World Tour "Love Yourself: Speak Yourself" Sao Paulo                  | 26 tháng 5, 2019  | Allianz Parque                            | [ 38 ] |

## Giải thưởng
Chuyến lưu diễn Love Yourself được đề cử cho 3 giải thưởng tại lễ trao giải cuối năm của trang web bán vé Ticketmaster, đoạt 2 giải thưởng trong số đó. Giải thưởng Vé xem của năm được trao cho BTS sau một cuộc thăm dò ý kiến của người dùng bởi Ticketmaster, sử dụng cơ sở dữ liệu của 200 triệu người để xác định nghệ sĩ lưu diễn nổi tiếng nhất năm 2018. Ngoài ra, BTS còn đoạt giải Vé xem của năm tại Pháp, lấy từ dữ liệu thông qua bán vé Ticketmaster của Pháp. Chuyến lưu diễn cũng được đề cử cho giải Sự kiện được mong đợi nhất của năm 2019 nhưng không nhận được giải. Love Yourself cũng đoạt giải Daesang tại Edaily Culture Awards lần thứ 6 trong hạng mục Buổi hòa nhạc xuất sắc nhất. Theo Kim Eun-koo của Edaily, các buổi diễn ở Seoul được các ban giám khảo yêu thích vì họ đã "tạo ra một trang sử mới [cho] K-pop". Kỹ năng của những người biểu diễn và mức độ phổ biến của sự kiện cũng được coi là những yếu tố có ảnh hưởng đến quyết định.
Tại lễ trao giải American Music Awards lần thứ 47, Love Yourself World Tour đoạt giải Chuyến lưu diễn của năm. Chuyến lưu diễn cũng được đề cử cho giải thưởng Vé xem của năm tại Vương quốc Anh năm 2019 và Vé xem toàn cầu của năm, trong khi đoạt giải Vé xem của năm tại Pháp cũng như giải Sự kiện được mong đợi nhất của năm 2020 ở Pháp và Tây Ban Nha.
| Năm  | Giải thưởng           | Hạng mục                    | Kết quả   | Nguồn  |
| ---- | --------------------- | --------------------------- | --------- | ------ |
| 2019 | Edaily Culture Awards | Buổi hòa nhạc xuất sắc nhất | Đoạt giải | [ 48 ] |
| 2019 | American Music Awards | Chuyến lưu diễn của năm     | Đoạt giải | [ 49 ] |